# Keltski križ
Keltski križ (irski: cros Cheilteach, škotski gaelski: crois Cheilteach, manski: crosh Cheltiagh, velški: croes Geltaidd, kornijski: crows geltek, bretonski: Kroazete geltek) - simbol koji kombinira križ s krugom koji okružuje križ. Tradicionalno se vezuje s tzv. keltskim kršćanstvom, koje se razvilo na britanskim otocima u tzv. mračno doba kada su prekinute veze s Rimom i drugim kršćanskim središtima.
U 20. stoljeću postao je simbol, koji se ponekad povezuje uz suvremene rasističke i neofašističke (eng. white pride) organizacije, što je dovelo do njegove zabrane u nekoliko europskih država.
U Irskoj, popularna je legenda, da keltski križ potječe od sv. Patrika ili možda sv. Declana. U njihovo vrijeme, poganska Irska poprimala je kršćanstvo.
Često se tvrdi, da je sv. Patrik kombinirao križ, kao simbol kršćanstva sa simbolom sunca, kako bi poganskim sljedbenicima objasnio važnost križa, povezujući ga s idejom oživljujućih svojstva sunca. Postoje i tumačenja, da stavljanje križa preko kruga predstavlja Kristovu nadmoć nad poganstvom. Kako se zna kako sam križ predstavlja sunce, povezivanje križa sa suncem u biti označava vječnost Sunca kao izvora energije potrebne za rast i razvoj biljaka, životinja i ljudi. 
Prepoznatljiva je tradicija podizanja monumentalnih kamenih križeva započeta u 8. stoljeću, a možda i ranije. Oni su vjerojatno slijedili ranije inačice u drvu, možda i u metalu. Križevi u Irskoj i područjima pod utjecajem Irske, kraći su i masivniji u usporedbi s anglosaksonskim križevima.